# Katharó
Katharó és un altiplà sobre la muntanya Dikti de l'illa de Creta, a la unitat regional de Lassithi. Administrativament pertany al municipi d'Àgios Nikolaos, (divisió municipal de Kritsa). Fa 4 km de llargada i 1,5 km d'amplada i la seva altitud mitjana és de 1.150 m sobre el nivell del mar, essent 300 m més alt que l'altiplà de Lasithi. A l'oest del Katharo es troben els pics Spathi (2148 m) i Lazaros (2085 m), i al nord-est i est els pics Tsivi (1665 m) i Platia Koryfi (1485 m). Les aigües d'aquest altiplà drenen a través de la Gorja Havgas a l'altiplà de Lassithi, és a dir, Katharó forma part de la conca de drenatge del riu Aposelemis.
Per la seva gran altitud, aquest altiplà no està habitat durant l'hivern; a l'estiu té uns 500 habitants, la majoria pastors. El sòl de l'altiplà és fèrtil i s'hi conreen verdures, patates i fruits (raïm.peres, pomes)